# جون أندرسون (لاعب دوري الرغبي)
جون أندرسون (بالإنجليزية: John Anderson)‏ هو لاعب دوري الرغبي نيوزيلندي، ولد في 19 أكتوبر 1913، وتوفي في 17 سبتمبر 1984.